# Gabriele Quandt
Gabriele Quandt, geschiedene Quandt-Langenscheidt (* 1952) ist die Vorsitzende der Gesellschafterversammlung der HQ Holding (Harald Quandt Holding). 

## Leben
Gabriele Quandt ist Tochter des deutschen Industriellen Harald Quandt (1921–1967) und von Inge Quandt, geborene Bandekow (1928–1978). Ihre Großmutter Magda war bis 1929 mit dem Industriellen Günther Quandt verheiratet und ehelichte später Joseph Goebbels. Gabriele Quandt hat vier Schwestern: Katarina Geller-Herr (* 1951), Anette May-Thies (* 1954), Colleen-Bettina Rosenblat-Mo (* 1962) und Patricia Halterman (1967–2005).
In Berlin studierte sie Soziologie, Psychologie und Pädagogik und erwarb 1985 an der französischen Business-School INSEAD in Fontainebleau den MBA.
1986 heiratete sie Florian Langenscheidt, mit dem sie die Söhne Leonard und Raphael hat. 2008 kam es zur Trennung des Paars.

## Aktivitäten als Funktionärin
Gabriele Quandt-Langenscheidt ist die Vorsitzende der Gesellschafterversammlung der HQ Holding (Harald Quandt Holding) in Bad Homburg vor der Höhe, die unter anderem das Vermögen der Erben von Harald Quandt verwaltet.
Gemeinsam mit Florian Langenscheidt hatte Gabriele Quandt-Langenscheidt 1994 die Initiative Children for a better World ins Leben gerufen, die das ehrenamtliche Engagement von Kindern und Jugendlichen fördert und jährlich Initiativen auszeichnet.
Im März 2014 wurde Gabriele Quandt zur Vorsitzenden des Vereins der Freunde der Nationalgalerie gewählt.